# Krabklauwzeil

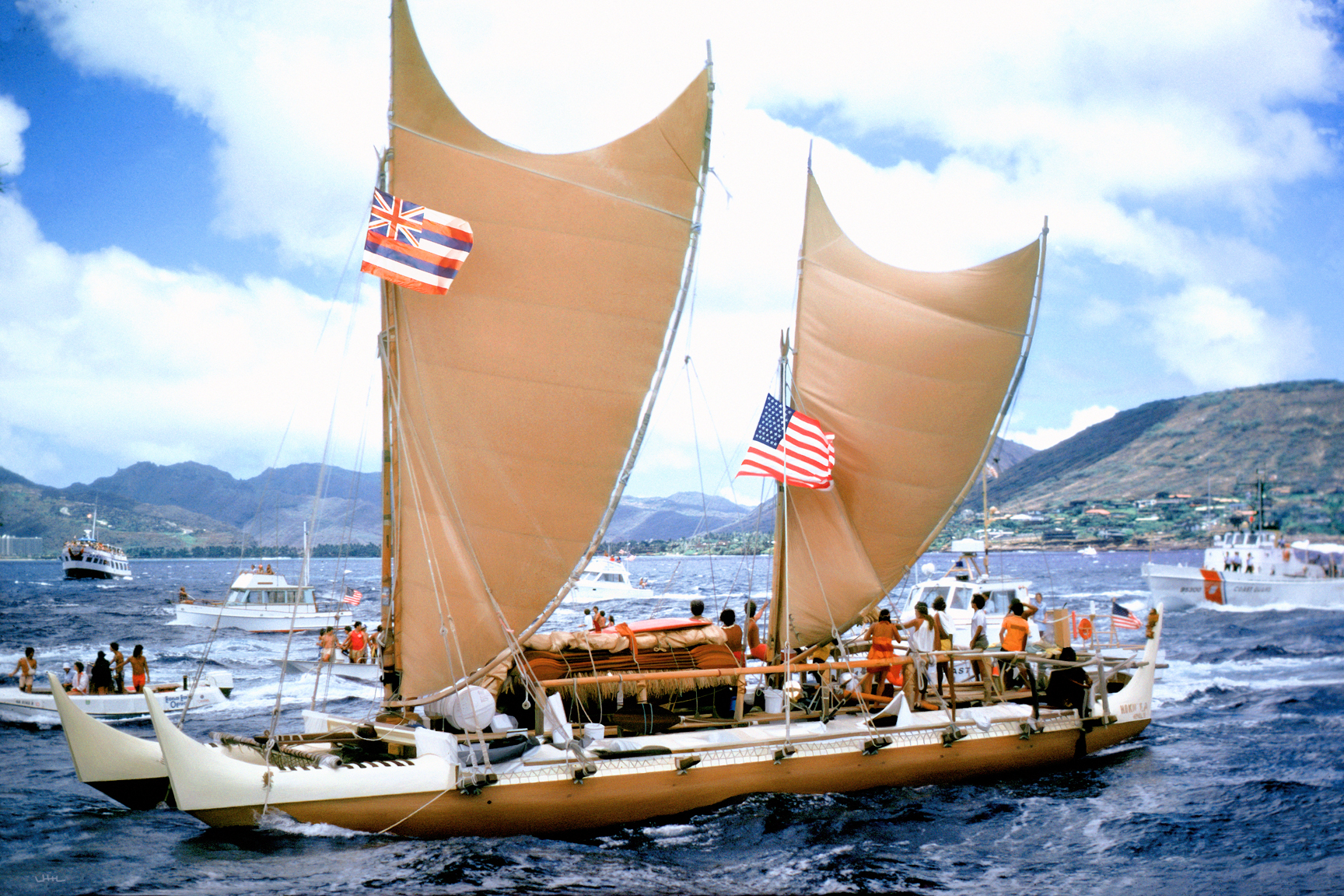
De Hōkūleʻa met krabklauwzeilen bij aankomst in Honolulu vanuit Tahiti in 1976

Een krabklauwzeil is een type zeil in de vorm van de klauw van een krab.
Het zijn zeer veelzijdige zeilen die hard gedraaid kunnen worden. Deze zeilen zijn uiterst goedkoop te maken en hebben een enorme kracht en oppervlak. Ze zijn ontstaan uit v-vormige zeilen. De werking van een krabklauwzeil heeft iets weg van windsurfen: Je kunt het zeil hard draaien en kantelen om de ideale hoek te vinden. Ze zijn een van de 10 kenmerkende soorten zeilen van de Austronesische volkeren. Ze worden op verschillende manieren getuigd, maar die manieren hebben geen namen. De eerste krabklauwzeilen hadden twee masten, die afgebroken moesten worden om het zeil te strijken. Omdat de zeilen voor transportschepen werden gebruikt, wat een lagere stabiliteit oplevert, ontstonden de uitleggers. Dankzij andere specifieke bevestiging in combinatie met het verticale zeil, kregen de schepen meer vermogen en stabiliteit. Pas veel later, rond de komst van de Europeanen, ontwikkelden ze een vast zeil, het tanja-zeil, dat rechthoekig is. De zeilen werden, net als de meeste andere Austronesische zeilen, gemaakt van pandanusbladeren (waartoe ook kokospalmen behoren). Op Paaseiland waren deze populaties te klein en daardoor raakte het al snel ontbost en raakten de mensen er ‘gevangen’. Daarom ontwikkelden zij nieuwe, nog nooit eerder geziene technieken, waaronder steenbewerking om stenen huizen te bouwen.
Volgens wetenschappers hebben de Arabieren het bekende Latijnzeil overgenomen van de Austronesiërs en zij de rechthoekige zeilen (die het tanja-zeil werden) van de Arabieren.
Krabklauwzeilen worden gemaakt van pandanusbladeren, die ze vlochten in de vorm van een gelijkbenige driehoek, waarbij de bovenste zijde korter is dan de twee gelijke zijden. De Polynesiërs verstevigden de randen niet, waardoor de zeilen fragiel waren, daarom gebruikten ze houten latten. Als de rondhouten (de verstevigende planken en balken voor het zeil) rechter zijn, is het meer een driehoekig zeil, als ze gebogen zijn, is het meer een krabklauw. Een langarmig krabklauwzeil is een krabklauwzeil met zeer gebogen rondhouten. Symmetrische krabbenklauwzeilen hebbend dezelfde kromming aan elks van beide benen van de driehoek.